# 荒井千暁
荒井 千暁（あらい ちあき、1959年 - ）は、日本の医師、文筆家。労働評論家。
千暁は著作に限定したペンネーム。

## 略歴
静岡県静岡市生まれ。新潟大学医学部卒業。東京大学大学院医学系研究科修了。医学博士。専門は内科呼吸器病学、心療内科/臨床心理学、労働衛生。

## 著書
- 『漂流する現代医療 現役医師がみた"医療不信"』同友館 1995
- 『医者の責任患者の責任』集英社文庫　1997
- 『モダン・アレルギー』集英社文庫　1999
- 『こんな上司が部下を追いつめる 産業医のファイルから』文藝春秋 2006　のち文庫
- 『勝手に絶望する若者たち』幻冬舎新書　2007
- 『職場はなぜ壊れるのか 産業医が見た人間関係の病理』ちくま新書　2007
- 『社員が"うつ"になったとき』日本放送出版協会 生活人新書 2008
- 『その転職ちょっと待った!』アスキー新書　2008
- 『人を育てる時代は終わったか 揺らぐ職場の人材育成』PHP研究所 2008
- 『「こんな職場じゃやってけない!」と思ったら読む本 働きにくさを解決する方法』PHP研究所 2010

### 共編著
- 『ハラスメント対策全書 職場における人権保障と活性化のために』中野麻美編著 金子雅臣共著 エイデル研究所 2010